# Lorenzo Somis
Pour les articles homonymes, voir Somis.

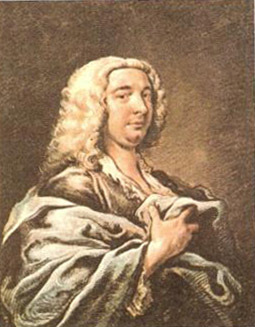
Portrait de Giovanni Battista Somis

Lorenzo Somis ou Giovanni Lorenzo Somis (Turin, 11 novembre 1688 – Turin, 29 novembre 1775) est un peintre, violoniste et compositeur italien de l'ère baroque.

## Biographie
Lorenzo Somis fut surnommé L'Ardy ou Ardito, comme son père et son frère Giovanni Battista.
Son surnom est probablement issu d'une compagnie militaire ou d'une campagne de guerre à l'époque des conflits contre la France entre 1690 et 1693.
Lorenzo débuta ses études de violon avec son père, puis vécut pendant huit ans à Bologne, où il a probablement appris la peinture auprès de Giuseppe Del Sole, ainsi que la composition et le violon avec Girolamo Nicolò Laurenti.
De retour à Turin, il fut  incorporé, le 24 avril 1724, à la bande militaire du roi de Sardaigne, et embauché comme violoniste de la Cappella Regia (8 janvier 1732), où il resta jusqu'en 1770, année de son départ en retraite.
Il joua dans des concerts à Rome et dans le royaume de Naples.
En 1753, il se produisit à Paris.
En tant que peintre, Lorenzo Somis décora diverses résidences du royaume de Savoie et réalisa de nombreux portraits.

## Œuvres

### Musique
- Op.1 - 8 Sonates pour violon et Basse continue (1722, Rome)
- Op.2 - 12 Sonates pour Violon et Basse continue (1740, Paris)
- Op.3 - 6 Sonates en trio (1740, Paris)
- 6 Concerts pour violon et orchestre

### Peinture
- Décoration à fresque,
- Portraits
  - Portrait de son frère Giovanni Battista Somis

## Sources
- (it) Cet article est partiellement ou en totalité issu de l’article de Wikipédia en italien intitulé « Lorenzo Somis » (voir la liste des auteurs).